# Piedra rúnica de Eric
La piedra rúnica de Eric, catalogada como DR 1 en el sistema Rundata, es una de las piedras rúnicas de Hedeby encontrada en Schleswig, norte de Alemania. Esta área era parte de Dinamarca durante la Era vikinga.

## Descripción
La piedra se encontró en 1796 en Danevirke y trasladada a un parque en Schleswig. Como la piedra de Skarthi DR 3, probablemente fue erigida hacia el año 995. La inscripción describe un ataque del rey Erico el Victorioso sobre Hedeby, aprovechando que el rey Svend I de Dinamarca estaba ausente en una de sus campañas en Inglaterra.
La inscripción cita al rey Sveinn y por las referencias contemporáneas, seguramente se refiere al rey Svend I (nórdico antiguo: Sveinn Tjúguskegg), y "al oeste" a la campaña en Inglaterra. El rey dedicó la piedra en honor a Skarði, quien ostentaba el título de heimþega o heimþegi (pl. heimþegar), que significa "receptor de casa" (el que recibe una casa de un tercero). Un total de seis piedras rúnicas danesas se refieren a una persona con este título, las otras son la mencionada piedra rúnica de Skarthi, DR 154, DR 155, DR 296, y DR 297. El uso de dicho término sugiere que hay fuertes similitudes entre heimþegar y el término húskarl (literalmente, "hombre casa"). Como los huscarles, un heimþegar está al servicio del rey o un señor feudal, de quienes recibía obsequios (en este caso, casas) por su servicio. Algunos historiadores, como Johannes Brøndsted, han interpretado heimþegi como la versión danesa de húskarl.
El texto rúnico describe a Eric (o Eirík) como styrimann, un título a menudo traducido como "capitán" y que identifica a un individuo responsible de la navegación y mantenimiento de una nave. Este calificativo también aparece en inscripciones rúnicas como Sö 161 en Råby, piedra rúnica de Uppland U 1011 en Örby, U 1016 en Fjuckby, y piedra rúnica de Uppland Fv1976;104 en la Catedral de Upsala. Thorulf describe su relación entre él y Eric con el término félag (una especie de asociación mercantil de la época). Muchas otras piedras rúnicas mencionan a los félag, entre ellas piedra rúnica de Södermanland Sö 292 en Bröta, Vg 112 in Ås, Vg 122 en Abrahamstorp, la perdida Vg 146 en Slöta, Vg 182 en Skattegården, U 391 en Villa Karlsro, la perdida U 954 en Söderby, Piedra rúnica de la máscara DR 66 y DR 68 en Århus, DR 125 en Dalbyover, DR 127 en Hobro, DR 262 en Fosie, DR 270 en Skivarp, piedra rúnica de Sjörup DR 279 en Sjörup, DR 316 en Norra Nöbbelöv, DR 318 en Håstad, DR 321 en Västra Karaby, DR 329  DR 330 en Gårdstånga, DR 339 en Stora Köpinge, X UaFv1914;47 en isla Berezán, Ucrania.
Al final del texto se define a Eric como drængR harþa goþan que significa "un buen hombre valiente’’. Un drengr en Dinamarca era un término asociado con componentes de una agrupación guerrera. Se teoriza que tanto drengr como thegn fueron los primeros títulos asociados con hombres al servicio de los reyes de Dinamarca y Suecia, pero, en el contexto de las inscripciones, con el tiempo se fue generalizando y fue usado tanto por mercaderes como la tripulación de una nave. Otras piedras rúnicas describen a los difuntos usando palabras como harþa goþan dræng: DR 68 en Århus, DR 77 en Hjermind, DR 127 en Hobro, DR 268 en Östra Vemmenhög, DR 276 en Örsjö, DR 288 y DR 289 en Bjäresjö, Sm 48 en Torp, Vg 61 en Härlingstorp, Vg 90 en Torestorp, Vg 112 en Ås, Vg 114 en Börjesgården, la perdida Vg 126 en Larvs, Vg 130 en Skånum, Vg 153 y Vg 154 en Fölene, Vg 157 en Storegården, Vg 162 en Bengtsgården, Vg 179 en Lillegården, Vg 181 en Frugården, Vg 184 en Smula (usando una forma en plural), la perdida Ög 60 en Järmstastenen, Ög 104 en Gillberga, y casi con seguridad U 610 en Granhammar.
La piedra se la conoce localmente como Eriksten.

### Inscripción

#### En caracteres latinos
A × þurlfr| × |risþi × stin × þonsi × ¶ × himþigi × suins × eftiR × ¶ erik × filaga × sin × ias × uarþ
B : tauþr × þo × trekiaR ¶ satu × um × haiþa×bu ¶ × i=a=n : h=a=n : u=a=s : s=t=u=r=i:m=a=t=r : t=r=e=g=R × ¶ × harþa : kuþr ×

#### Ennórdico antiguo
ÞorulfR resþi sten þænsi, hemþægi Swens, æftiR Erik, felaga sin, æs warþ døþr, þa drængiaR satu um Heþaby; æn han was styrimannr, drængR harþa goþr|

#### En castellano
Thorulf erigió esta piedra, receptor de Sveinn, en memoria de Eric su socio, quien murió cuando hombres valientes sitiaron Hedeby; y fue un capitán, un hombre bueno y valiente.